# Túmulo de Esteves Gatuz
O túmulo de Esteves Gatuz encontra-se no interior de Igreja de São Francisco, na freguesia da Estremoz (Santa Maria e Santo André), no município de Estremoz, Distrito de Évora, Portugal.
Classificado como Monumento Nacional desde 1922, juntamente com o templo que o alberga, encontra-se acessível ao público, para visita, entre as 14:00 e as 19:00

## História
D. Vasco Esteves Gatuz, rico escudeiro de Estremoz, senhor de Sousel, cavaleiro de D. Afonso III e benfeitor do Convento de São Francisco faleceu em 1363, tendo estipulado em testamento "uma Capelania com dois capelães para celebrarem Missa por sua alma (…) deixando 20 libras para o seu enterro em S. Francisco, para a cobertura superior do púlpito, 100 para se acabar a ala do convento e 60 por alma da sua mãe".
O sarcófago foi mandado construir por D. Margarida Vicente, viúva do escudeiro, tal como a capela no interior do convento, onde também se encontra sepultada.

## Descrição
O monumento funerário de Vasco Esteves de Gatuz enquadra-se na arte gótica funerária do claustro trecentista da Catedral de Évora, que tem como modelo como o túmulo do Bispo D. Pedro II.
Está feito com mármore de Estremoz, e a figura esculpida no topo, com 1,89 m de comprimento, representa o escudeiro. Lateralmente estão representadas cenas de caça ao javali e cetraria.